# TRT 1
TRT-1 ist das 1. Fernsehprogramm der öffentlich-rechtlichen Radio- und Fernsehanstalt TRT in der Türkei. Das Programm ist das reichweitenstärkste der 14 TRT-Fernsehkanäle.

## Geschichte
Ende der 1960er Jahre diskutierte die türkische Regierung lange, ob sich Investitionen in das Fernsehen lohnten. Ein Fernsehsignal erreichte beim Sendestart 1968 nur den damals etwa eine Million Einwohner zählenden Ballungsraum Ankara. Die anderen Großstädte mussten noch bis in die 1970er Jahre auf die Ausstrahlung des Fernsehens warten. Erst Mitte der 1970er Jahre wurde das Fernsehprogramm im gesamten Land ausgestrahlt. Fernsehgeräte waren Luxusartikel, die importiert werden mussten. Bis 1980 wurde ausschließlich in schwarz-weiß gesendet. Heute hat das Fernsehen das Radio hinsichtlich der Tagesreichweite und Popularität weit hinter sich gelassen. Bis zum Sendestart von TRT-2 1986 (damals noch TV-2) war das heutige 1. Programm als Ankara Televizyon, später TRT-Televizyon, nicht nur der einzige Fernsehkanal der TRT, sondern auch das einzige Programm der Türkei. Mit dem Start des 2. Programms wurde der Sender zunächst bis in die 1990er Jahre in TV-1 umbenannt und erhielt danach seinen heutigen Namen TRT-1.

## Inhalte
TRT-1 ist ein Vollprogramm, das laut TRT-Gesetz einen Informations-, Unterhaltungs- und Bildungsauftrag hat und sich in seinem Programm allen gesellschaftlichen Gruppen zuwenden und diese ansprechen soll. Es unterscheidet sich damit von den Spartenkanälen der TRT, die bestimmte Formate bedienen, wie unter anderem TRT-Haber (Nachrichten), TRT 2 (Bildung und Kultur), TRT-Çocuk (Kinderprogramm) und TRT Kurdî in kurdischer Sprache seit 2009. Auch gibt es inzwischen mit TRT World einen englischsprachigen Sender.

## Sendungen
- Überwiegend zeigt TRT-1 türkische Serien, darunter "Bir Zamanlar Osmanlı - Kıyam", "Sakarya Fırat" und "Leyla ile Mecnun".
- Nachrichtenmagazine "Sabah haberleri" (mehrstündiges Frühnachrichtenprogramm), "Haber 13" (mittags), "Ana Haber" (einstündige Hauptnachrichtensendung um 19 Uhr) sowie "Gündem", eine Hauptnachrichtensendung nachts.
- Dokumentationen zu verschiedenen Themen
- Spielshows
- Internationale und türkische Kinofilme
- Internationale und türkische Serien
- Talk- und Kochshows
- Politikmagazine
- Servicesendungen
- Komödie und Kabarett
- Kultur- und Musikprogramme
- Kinderprogramme

## Internationale Serien
Viele internationale Serien hat TRT-1 ins türkische Fernsehen eingeführt, darunter Quincy M.E., Ein Colt für alle Fälle, Derrick, Columbo, Star Trek, Flipper, Miami Vice, Die Bill Cosby Show, Dallas, Knight Rider, Beverly Hills 90210 und andere.

## Konkurrenzsituation
TRT-1 konkurriert vor allem mit den Privatsendern wie Kanal D und Show TV. Nach der Deregulierung des Marktes 1993 und der Einführung des Privatfernsehens brachen die Zuschauerzahlen bei TRT-1 ein und ein großer Teil des Werbemarktes brach weg, da die Privatsender mehr Werbezeiten zur Verfügung stellten. Diese Probleme bestehen heute noch fort.

## Empfang und Sonderdienste
TRT-1 kann in der gesamten Türkei analog terrestrisch und über Satellit empfangen werden und das Programm wird auch in die türkischen Kabelnetze eingespeist. Außerdem ist der Sender auf der TRT-Internetseite im Livestream empfangbar.
TRT-1 strahlt den Videotextservice "Telegün" aus.